# シェイナ・ベイズラー
シェイナ・ベイズラー（Shayna Baszler、1980年8月8日 - ）は、アメリカ合衆国の女性総合格闘家、プロレスラー。サウスダコタ州スーフォールズ出身。
ジョシュ・バーネットからトレーニングを受けている。プロレスへの誘いもジョシュ・バーネットである。
フライングVを背負って入場する。特技はカードマジック。

## 来歴
2007年2月18日、BodogFightでタラ・ラローサと対戦し、TKO勝ち。
2008年4月5日、ShoXC: Elite Challenger Seriesでたま☆ちゃんと対戦し、ツイスター（グラウンドコブラツイスト）で一本勝ち。
7月26日、EliteXC: Unfinished Businessでクリスチャン・サイボーグと対戦し、パンチ連打でTKO負け。
2010年1月30日、Freestyle Cage Fighting 39で藪下めぐみと対戦し、ツイスターで一本勝ち。
3月27日、アレクシス・デイビスと対戦し、判定勝ち。
5月29日、UFCファンエキスポで行なわれたGrapplers Questのスーパーファイト（グラップリングの試合）でペニー・トーマスと対戦し、チョークスリーパーで一本負け。
2012年7月28日、Invicta FC 2でサラ・マクマンと対戦し、判定負け。
10月6日、Invicta FC 3でサラ・ダレリオと対戦し、チョークスリーパーで一本勝ち。
2013年1月5日、Invicta FC 4でアレクシス・デイビスと3年ぶりに再戦し、チョークスリーパーで一本負け。

### UFC
2014年8月30日、UFCデビュー戦となったUFC 177で、女子バンタム級ランキング10位のベチ・コヘイアと対戦し、スタンドのパンチ連打でTKO負け。
2015年3月21日、UFC Fight Night: Maia vs. LaFlareで、女子バンタム級ランキング9位のアマンダ・ヌネスと対戦し、ローキックでTKO負け。

### プロレス転向後
2015年9月26日、QPW（Quintessential Pro Wrestling）に参戦。プロレスラーデビューを飾る。チアリーダー・メリッサと対戦するが敗戦を喫する。
2017年2月23日、日本の女子プロレス団体スターダムに参戦。紫雷イオの持つワールド・オブ・スターダム王座に挑戦するが敗戦した。
同月25日、DEEP JEWELS 15に参戦しKINGレイナと対戦するが判定負けを喫した。
同年8月、WWEが開催したWWEメイ・ヤング・クラシックに出場。決勝でカイリ・セインに敗れ準優勝となった。9月19日、WWEと契約を交わし入団。
2018年4月7日、NXT Takeover: New OrleansにてNXT女子王座を保持するエンバー・ムーンに挑戦。中盤より左腕を徹底して攻められ苦戦を強いられるが最後にキリフダ・クラッチを極めて勝利。ベルトを奪取した。8月18日にカイリ・セインにベルトを奪取されるも、10月28日、WWE・EvolutionにてNXT女子王座を保持するカイリ・セインに挑戦。中盤より盟友であるジェサミン・デュークとマリナ・シャフィールが客席から介入。終盤にカイリからインセイン・エルボーを仕掛けられるも二人のアシストにより助けられ、最後にキリフダクラッチで極めて勝利。ベルトを再奪取した。
2019年12月19日、リア・リプリーの挑戦を受け、最後はスーパーリップタイドを決められて敗北、416日間保持し続けていたNXT女子王座から陥落した。
2020年1月26日、ロイヤルランブル 2020の女子30人ロイヤルランブル戦に30番手として登場。シャーロット・フレアーとの一騎打ちまで残るも、最後はリング外に落とされて準優勝。
2020年3月8日、エリミネーション・チェンバー・マッチにて４番目に登場した。サラ・ローガンをキリフダクラッチで絞め落とし、ルビー・ライオットを同じくタップアウトさせ、ナタリアも同じ技で仕留めた。この時点でリングに一人だけとなり、次に登場してきたリヴ・モーガンを圧倒的なパワーで金網と鉄柱に叩きつけ、最後はコーナーポストでキリフダクラッチで完全宙吊りにして絞め落とした。最後に登場してきたアスカには善戦されるも、結局は同じ展開でキリフダクラッチで絞め落とした。他の参加者全員をキリフダクラッチで倒して圧倒的な凶暴さを発揮し、レッスルマニアでのベッキー・リンチへの挑戦権を獲得した。他の参加者全員を一人で直接排除しての勝利は、史上初である。
4月4日、レッスルマニア36にて、ベッキー・リンチに挑戦。前哨戦からの勢いをかって王者を厳しく攻め込んだ。しかし、最終的にはキリフダクラッチを決めた状態のままリンチに丸め込まれてフォール負けしてしまった。
8月30日、ベイリーとサーシャ・バンクスが保持するWWE女子タッグ王座にナイア・ジャックスと共に挑戦。王者組を撃破し、昇格後初のタイトルを奪取した。
2025年5月3日にWWEから契約解除された。

## 私生活
彼女はLGBTQ+コミュニティの一員であることを公に語ってお。

## 戦績

### 総合格闘技
| 総合格闘技 戦績 | 総合格闘技 戦績 | 総合格闘技 戦績 | 総合格闘技 戦績 | 総合格闘技 戦績 | 総合格闘技 戦績 | 総合格闘技 戦績 |
| --------------- | --------------- | --------------- | --------------- | --------------- | --------------- | --------------- |
| 25 試合         | (T)KO           | 一本            | 判定            | その他          | 引き分け        | 無効試合        |
| 15 勝           | 0               | 14              | 1               | 0               | 0               | 0               |
| 11 敗           | 5               | 3               | 3               | 0               | 0               | 0               |

| 勝敗 | 対戦相手                 | 試合結果                           | 大会名                                       | 開催年月日     |
| ×    | KINGレイナ               | 5分2R終了 判定0-3                  | DEEP JEWELS 15                               | 2017年2月25日  |
| ×    | アマンダ・ヌネス         | 1R 1:56 TKO（右ローキック）        | UFC Fight Night: Maia vs. LaFlare            | 2015年3月21日  |
| ×    | ベチ・コヘイア           | 2R 1:56 TKO（スタンドパンチ連打）  | UFC 177: Dillashaw vs. Soto                  | 2014年8月30日  |
| ×    | アレクシス・デイビス     | 3R 0:58 リアネイキドチョーク       | Invicta FC 4: Esparza vs. Hyatt              | 2013年1月5日   |
| ○    | サラ・ダレリオ           | 2R 0:37 リアネイキドチョーク       | Invicta FC 3: Penne vs. Sugiyama             | 2012年10月6日  |
| ×    | サラ・マクマン           | 5分3R終了 判定0-3                  | Invicta FC 2: Baszler vs. McMann             | 2012年7月28日  |
| ○    | Elaina Maxwell           | 1R 4:03 膝十字固め                 | Battle at the Border 7                       | 2010年11月19日 |
| ○    | Adrienna Jenkins         | 1R 2:12 腕ひしぎ十字固め           | Cage Fighting 42                             | 2010年6月12日  |
| ○    | アレクシス・デイビス     | 5分3R終了 判定3-0                  | Freestyle Cage Fighting 40                   | 2010年3月27日  |
| ○    | 藪下めぐみ               | 1R 4:50 ツイスター                 | Freestyle Cage Fighting 39                   | 2010年1月30日  |
| ×    | サラ・カフマン           | 5分3R終了 判定0-3                  | Strikeforce Challenger 2                     | 2009年6月19日  |
| ×    | クリスチャン・サイボーグ | 2R 2:48 TKO（パンチ連打）          | EliteXC: Unfinished Business                 | 2008年7月26日  |
| ○    | たま☆ちゃん              | 1R 2:05 ツイスター                 | ShoXC: Elite Challenger Series               | 2008年4月5日   |
| ○    | ジェニファー・テイト     | 1R 0:44 腕ひしぎ十字固め           | ShoXC: Elite Challenger Series               | 2007年10月26日 |
| ○    | ジャン・フィニー         | 1R 2:40 腕ひしぎ十字固め           | ShoXC: Elite Challenger Series               | 2007年7月27日  |
| ○    | サマンサ・アンダーソン   | 1R 1:00 チキンウィングアームロック | New Fight Films: The Breakout                | 2007年3月10日  |
| ×    | タラ・ラローサ           | 2R 3:15 TKO（パンチ連打）          | BodogFight: Costa Rica Combat                | 2007年2月18日  |
| ○    | ロクサン・モダフェリ     | 1R 1:08 チキンウィングアームロック | MARS BodogFight 01                           | 2006年10月4日  |
| ×    | アマンダ・ブキャナー     | 3R 3:03 TKO（パンチ連打）          | Mix Fighting Championships: USA vs. Russia 3 | 2006年6月3日   |
| ○    | ジュリー・ケッツィー     | 1R 腕ひしぎ十字固め                | Freestyle Combat Challenge 22                | 2006年3月18日  |
| ×    | アマンダ・ブキャナー     | 1R 4:28 腕ひしぎ十字固め           | ROF 20: Elite                                | 2005年12月10日 |
| ○    | Heather Lobs             | 1R チョークスリーパー              | Jungle Madness 2                             | 2005年1月15日  |
| ×    | ケリー・コボルド         | 2R 2:20 ギブアップ（打撃）         | Reality Cage Fighting                        | 2004年5月15日  |
| ○    | Christy Zimmerman        | 1R 腕ひしぎ十字固め                | Reality Cage Fighting                        | 2003年11月14日 |
| ○    | ティナ・ジョンソン       | 1R 1:20 腕ひしぎ十字固め           | Reality Cage Fighting                        | 2003年10月31日 |

### グラップリング
| 勝敗 | 対戦相手         | 試合結果           | 大会名                                     | 開催年月日    |
| ×    | ペニー・トーマス | チョークスリーパー | Grapplers Quest at UFC Fan Expo Vegas 2010 | 2010年5月29日 |

## 得意技
キリフダクラッチ
リアネイキッド・チョーク
キリフダドライバー
相手をファルコンアローで叩きつけてから、相手をスリーパーホールドで相手を絞め落とす技。
MDK
ランニング・シングルレッグ・ハイニー
ワン・オブ・ア・カインド
変型ガットレンチ・スープレックス
チキンウィングアームロック
スープレックス
スーパープレックス
ストレート・アームバー
アンクルロック
ギロチン・チョーク
スピアー

## 獲得タイトル
WWE
- WWE女子タッグ王座 : 2回

w / ナイア・ジャックス
w / ロンダ・ラウジー
- NXT女子王座 : 2回

DDT
- アイアンマンヘビーメタル級王座 : 1回

AIW
- AIW女子王座 : 1回

PREMIER Wresting
- PREMIER女子王座 : 1回

NHPW

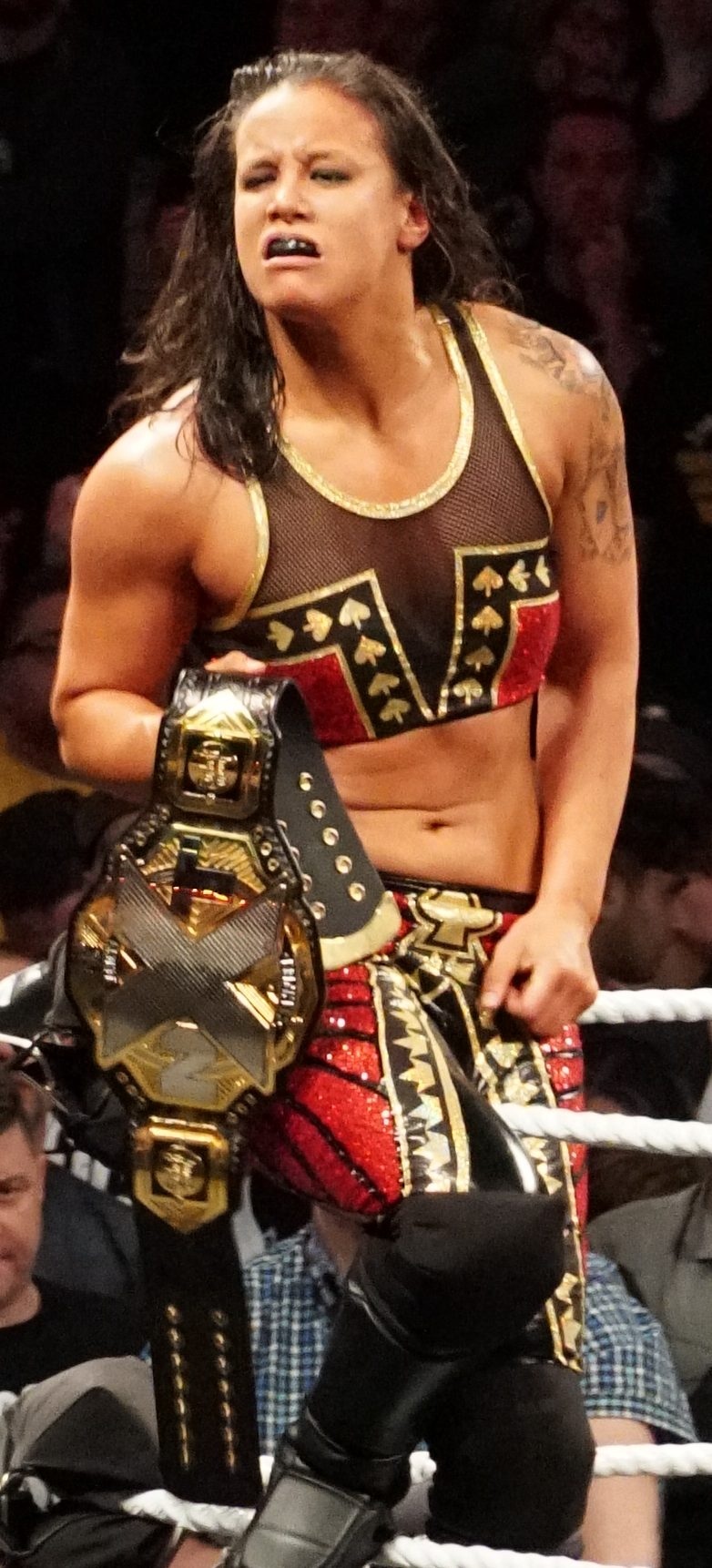
NXT女子王座

- インディーガールズ・オーストラリア王座 : 1回

QPW
- QPW女子王座 : 1回

## 入場曲
- God Of Thunder - Excruciation
- Take a Look Around
- Loyalty is Everything
- Limb by Limb - 現在使用中